# NGC 3321
NGC 3321 este o intermediate spiral galaxy⁠(d) situată în constelația Sextantul. A fost descoperită în 1880 de către Francis Leavenworth. Se află la o distanță de 38,73 de megaparseci de Pământ.